# Pleoidea
Pleoidea – nadrodzina pluskwiaków z podrzędu różnoskrzydłych i infrarzędu Nepomorpha.
Wyróżniający Pleoidea systematycy, jak np. autorzy BioLib.cz, zaliczają doń 2 rodziny:
- Helotrephidae
- Pleidae – pianówkowate

Inni, jak Schuh i Slater w 1995 oraz Paraneoptera Species File, zaliczają obie te rodziny wraz z Notonectidae do nadrodziny Notonectoidea. Tworzenie przez te trzy rodziny kladu jest powszechnie akceptowane i potwierdzone licznymi analizami filogenetycznymi. Również traktowanie pianówkowatych i Helotrephidae jako grup siostrzanych ma szerokie poparcie w analizach, w tym molekularno-morfologicznej Hebsgaarda i innych z 2004 roku. Nietypowe wyniki uzyskali badając mtDNA Hua i inni w 2009, umieszczając Pleidae poza Nepomorpha (Heletrophidae nie były badane). Autorzy zaproponowali nawet wydzielenie dla tej rodziny do osobnego infrarzędu Plemorpha, co Weirauch i Schuh określili później jako pochopne.